# لورنس كيلي
لورنس كيلي (بالإنجليزية: Laurence Kelly)‏ هو سياسي أيرلندي، ولد في 1 ديسمبر 1946. حزبياً، نشط في فيانا فايل. في الانتخابات العمومية الإيرلندية 1992 ‏، انتخب نائب دييل عن دائرة كورك الشمالية الغربية ‏ وقد انضم خلال فترته النيابية ‏ (29 يونيو 1989 – 5 نوفمبر 1992) للكتلة البرلمانية فيانا فايل.